# 1851

## أحداث
- تأسيس مدينة بنديجو وتقع حاليا في أستراليا.
- تأسيس مدينة باتا وتقع حاليا في غينيا الاستوائية.
- 5 أبريل: تأسيس مدينة ماتاغلبا وتقع حاليا في نيكاراغوا.
- بداية حرب البلاتين في 18 أغسطس 1851 والتي انتهت في 3 فبراير 1852.
- 18 سبتمبر - الإصدار الأول لجريدة النيو يورك تايمز.

## مواليد
- إيرنست فوكس
- إيميل برلينر
- ابراهام تيودور بيرج
- تشارلز بونابرت
- سام باس
- شارل شمبرلند
- ليون بورجوا
- مارتينوس بيجيرينك
- 29 يونيو - أحمد باشا كمال، رائد الدراسات الأثرية في العالم العربي، صاحب المعجم الكبير قاموس اللغة المصرية القديمة، والذي أثبت فيه صلة اللغة المصرية القديمة باللغات السامية وخاصة اللغة العربية.

## وفيات
- ابن العنابي
- صمويل وارد كينغ
- لويس داجير
- ماري شيلي
- هانز كريستيان أورستد